# CSK VMF Moscú
El CSK VMF Moscú es un club polideportivo ruso de con sede en la ciudad de Moscú. Se practican varios deportes dentro del club: waterpolo, saltos, lucha, natación,...

## Waterpolo

### Palmarés
- 17 veces campeón de la liga de la Unión Soviética de waterpolo masculino (1964, 1965, 1966, 1970, 1971, 1975, 1976, 1977, 1978, 1980, 1983, 1984, 1988-1992)
- 1 vez campeón de la liga de Rusia de waterpolo masculino (1993)
- 1 vez campeón de la copa de Europa de waterpolo masculino (1977)
- 3 veces campeón de la supercopa de Europa de waterpolo masculino (1977, 1981 y 1983)[2]
- 2 veces campeón de la recopa de Europa de waterpolo masculino (1981 y 1983)